# Johann Ferdinand Draut
Johann Ferdinand Draut, magyaros írásmóddal Draut János Ferdinánd (Segesvár, 1800. december 24. – Bécs, 1835. december 15.) orvos.

## Élete
Marcus Drauth brassói hivatalnok és Jozefa Schenker fia volt. Tanulmányait szülővárosában kezdte, majd a prágai egyetemre ment. Diáktársaival Németországba utazott, ahol részt vettek az ottani egyetemi társaság szórakozásaiban, melynek során „demagóg megnyilvánulásokra” is sor került. Ezért Bécsbe visszaérkezése után elfogták, és háromnegyed évig fogva tartották. Fogsága alatt az orvosi tudományokban képezte magát, és kiszabadulása után Prágában folytatta orvosi tanulmányait. 1829-ben orvosi és 1831-ben sebészi oklevelet szerzett Bécsben, és ott telepedett le gyakorló orvosként. Tagja volt a bécsi orvosi karnak és a jénai mineralógiai társaságnak.

## Munkái
- Die Geschichte der Blattern-Impfung mit dem Impfstoffe von der arabischen Pocke, chronologisch-synchronisch und ethnographisch dargestellt. Wien, 1829.